# شرلوق
شرلوق (به لاتین: Şarlawuk) یک منطقه مسکونی در ترکمنستان است که در استان بلخان و در نزدیکی مرز ایران و رود اترک واقع شده است.